# Gil Delamare
Pour les articles homonymes, voir Delamare.
Gilbert-Yves de la Mare de la Villenaise de Chenevarin, dit Gil Delamare, est un cascadeur et acteur français, né le 14 octobre 1924 à Paris et mort au cours d'une cascade le 31 mai 1966  entre La Courneuve et Le Bourget (Seine-Saint-Denis).
Au cours de sa carrière, il travaille fréquemment avec certains acteurs et cascadeurs, parmi lesquels Jean Marais, Claude Carliez, François Nadal, Gérard Streiff ou encore Rémy Julienne.

## Biographie

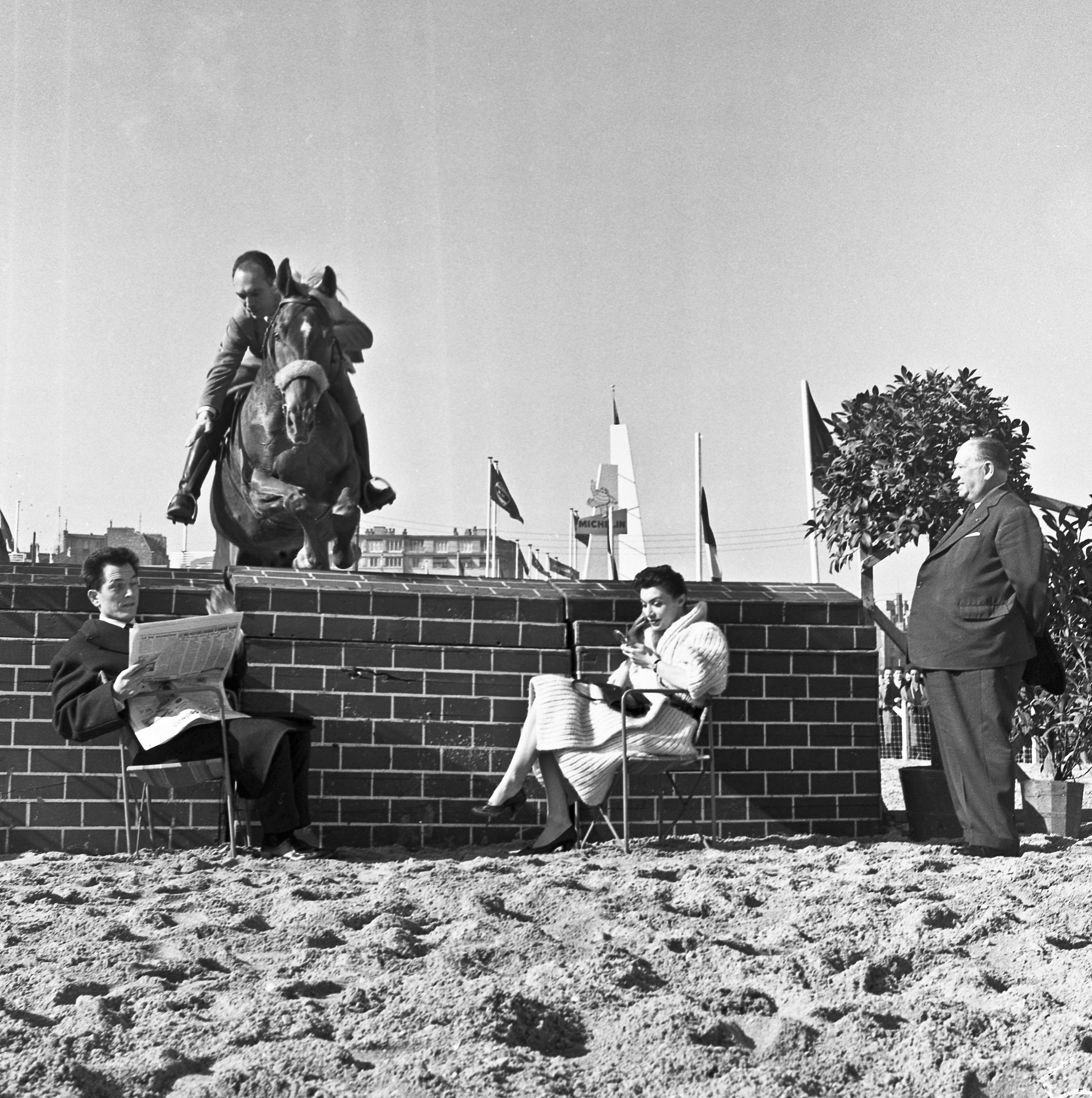
Gil Delamare, Colette Duval et Pierre Jonquères d'Oriola au salon international de l'agriculture de 1957.

### Pionnier des effets spéciaux
De son nom de naissance Gilbert Yves de La Mare de la Villenaise de Chenevarin, il est le descendant d'une famille de la noblesse normande.
Étudiant en droit, Gil décide à 20 ans d'abandonner ses études pour entrer comme trapéziste dans un cirque. Pratiquant le parachutisme, il est co-recordman du monde de chute libre (9 509 mètres). Il sera la vedette du film L'Homme-oiseau de Jacques Dubourg chutant et dérivant avec des ailes en toiles. Cascadeur renouvelant le genre, Gil Delamare fera alors carrière comme cascadeur hors pair et spécialiste des effets spéciaux réputé à son époque.
En 1956, il a une liaison avec Colette Duval, mannequin-parachutiste et recordwoman célèbre en France. La vie du couple est l'objet de reportages et d'interviews dans les medias de l'époque couverts par l'Agence Dalmas. Le 23 mai 1956, durant un séjour du couple au Brésil à l'été, l'agence Dalmas organise le saut de « La fiancée du ciel » où elle saute d'un bombardier Forteresse volante B17 prêté par l'armée locale au-dessus de la baie de Rio de Janeiro, d'une altitude de plus de 37,500 pieds (12 080 mètres) selon la tour de contrôle locale.
Gil Delamare a réglé des séquences qui sont devenues mémorables au cinéma : la course-poursuite avec les citrouilles et les Allemands dans La Grande Vadrouille, la 2CV de Bourvil qui se casse en morceaux dans Le Corniaud, la bonne sœur foldingue du volant dans Le Gendarme de Saint-Tropez, le parachutiste américain (Red Buttons) accroché à une façade de Sainte-Mère-Église dans Le Jour le plus long ou encore l'anthologique poursuite finale de Fantômas.
Parmi les films où il est présent au générique en tant que responsable des effets spéciaux, on peut citer : L'Homme de Rio, Le Corniaud, Coplan FX 18 casse tout, Fantomas se déchaîne et surtout La Grande Vadrouille, parmi d'autres cascadeurs comme Roger Mailles ou Gérard Streiff.
Le 23 janvier 1961, il saute en parachute au large des Barbades et atterrit sur le Santa Maria, un paquebot portugais de croisière de luxe piraté par un groupe d'opposants au régime de  Salazar dirigé par l'officier et homme politique Henrique Galvao. Le coup de théatre est organisé par Jacques Séguéla qui vient d'être recruté par Roger Théron pour Paris Match,,,,.
En 1964, sur le tournage de Fantomas, il engage Rémy Julienne, alors champion de France de moto-cross, pour réaliser des acrobaties à moto.
Il est également chargé des cascades dans Comment voler un million de dollars ou encore Le Jour le plus long. Comme acteur, il est le partenaire de Gérard Philipe dans Fanfan la Tulipe, et de Gina Lollobrigida dans Les Belles de nuit.
Il est un personnage de bande dessinée et l'un des principaux protagonistes de l'album de Michel Vaillant de Jean Graton Les Casse-cou (1964).

### Mort lors d'une cascade
Lors du tournage du film Le Saint prend l'affût (1966) de Christian-Jaque, qui se déroule sur une portion de l'Autoroute du Nord en construction, l'une des scènes dans laquelle il double Jean Marais comporte un tête à queue.
Malheureusement, le revêtement neuf est trop adhérent. Il aurait été possible de recouvrir la chaussée de gravillons pour faciliter le dérapage de la Renault Caravelle 1100 décapotable (de nombreux articles ont parlé à tort d'une Renault Floride S) que Gil doit conduire, mais ceux-ci sont trop clairs et se seraient vus. Le temps pressant, Gil Delamare décide néanmoins de poursuivre, avec les cascadeurs Gaston Woignez et Odile Astier à ses côtés. Cinq prises sont effectuées, Gil Delamare repart une sixième fois. Aux alentours de 17 h 30-17 h 50, la Renault mise en dérapage ripe au lieu de glisser. Sous la force exercée sur les pneus par l'adhérence du revêtement un bras de l'essieu arrière se brise, faisant pivoter la voiture sur elle-même qui part en tonneaux, éjectant les passagers mais coinçant la tête de Gil Delamare sous le montant du pare-brise, le tuant net.
Gil Delamare est enterré au cimetière Condé, à Saint-Maur-des-Fossés (Val-de-Marne). En 1988, sa compagne, l'actrice et parachutiste Colette Duval sera inhumée à ses côtés.
Sa dernière compagne et fiancée, Nicole Le Bec, le représenta au cours d'une cérémonie hommage au grand Rex (Paris) à laquelle assistaient également ses amis de longue date Rémy Julienne et Louis Dalmas.

## Filmographie

### Acteur
- 1949 : Bal Cupidon, de Marc-Gilbert Sauvajon
- 1949 : Au revoir Monsieur Grock de Pierre Billon
- 1949 : La Belle que voilà de Jean-Paul Le Chanois
- 1949 : Le Jugement de Dieu de Raymond Bernard
- 1949 : Mon ami Sainfoin de Marc-Gilbert Sauvajon
- 1950 : Mon phoque et elles de Pierre Billon, ainsi que la version étrangère Min vän Oscar de Pierre Billon et Ake Ohberg : Un agent dans les deux versions
- 1950 : Rue des Saussaies de Ralph Habib
- 1951 : Le Cap de l'espérance de Raymond Bernard : Le pilote du bateau
- 1952 : Fanfan la tulipe de Christian-Jaque : Un soldat
- 1952 : Les Belles de nuit de René Clair : D'Artagnan le chef des mousquetaires
- 1952 : Destinées de Jean Delannoy : Noiroufle dans le sketch Jeanne
- 1952 : La Fête à Henriette de Julien Duvivier
- 1952 : La Putain respectueuse de Charles Brabant et Marcel Pagliero : Un homme du garage
- 1952 : Un caprice de Caroline chérie de Jean Devaivre : Le lieutenant Berthier
- 1952 : Violettes impériales de Richard Pottier
- 1953 : Cet homme est dangereux de Jean Sacha
- 1953 : Les femmes s'en balancent de Bernard Borderie : Sagers, un agent américain
- 1953 : Virgile de Carlo Rim
- 1954 : L'Air de Paris de Marcel Carné : Un ami d'André
- 1954 : À toi de jouer Callaghan de Willy Rozier : Léon
- 1954 : Bonnes à tuer de Henri Decoin : Forestier, l'ami de François
- 1954 : La Castiglione de Georges Combret : Un conjuré
- 1954 : Les Chiffonniers d'Emmaüs de Robert Darène : Le voyou
- 1954 : Le Mouton à cinq pattes d'Henri Verneuil : Le chauffard
- 1954 : Nagana d'Hervé Bromberger : Paulo Mangani
- 1954 : Obsession de Jean Delannoy : Un homme de l'Escurial
- 1954 : Votre dévoué Blake de Jean Laviron : Georges
- 1954 : Repris de justice (Avanzi della Galera) de Vittorio Cottafavi
- 1955 : Goubbiah, mon amour de Robert Darène : Peppo, le fiancé de Trinidad
- 1958 : Sérénade au Texas de Richard Pottier : Harry le cow-boy
- 1959 : Suspense au Deuxième Bureau de Christian de Saint-Maurice : Le colonel Bordy
- 1960 : Le Géant de Thessalie (I giganti della Tessaglia) de Riccardo Freda : Alcéo
- 1960 : Les Bâtisseurs de Carlos Vilardebó (Court métrage)
- 1961 : Capitaine Tempête (La spada della vendetta) de Luigi Demar
- 1963 : L'Homme oiseau de Louis Dalmas (Court métrage)
- 1964 : Un soir... par hasard d'Ivan Govar : Le policier
- 1964 : Le Gentleman de Cocody de Christian-Jaque
- 1964 : Nick Carter va tout casser d'Henri Decoin
- 1964 : Les Aventuriers de la jungle (Die goldene göttin vom Rio Beni) de Eugenio Martin et Franz Eichhorn
- 1964 : Lana, déesse de la jungle (Lana-Königin der Amazonen) de Cyl Farney et Géza von Cziffra
- 1965 : Coplan FX 18 casse tout de Riccardo Freda : Shaimoun
- 1965 : Les Tribulations d'un Chinois en Chine de Philippe de Broca : le pilote de l'avion

### Responsable des effets spéciaux et cascades
- 1958 : Une balle dans le canon de Michel Deville (cascades)
- 1962 : Le Jour le plus long de Ken Annakin, Andrew Marton, Bernhard Wicki et Gerd Oswald (cascades)
- 1963 : L'Homme oiseau de Louis Dalmas (Court métrage) (effets spéciaux)
- 1963 : L'Homme de Rio de Philippe de Broca (effets spéciaux)
- 1964 : Le Gendarme de Saint-Tropez de Jean Girault (cascades)
- 1964 : Fantomas de André Hunebelle (effets spéciaux)
- 1964 : Le Corniaud de Gérard Oury (effets spéciaux)
- 1964 : Le Gentleman de Cocody de Christian-Jaque (effets spéciaux)
- 1965 : Coplan FX 18 casse tout de Riccardo Freda (effets spéciaux)
- 1965 : Fantomas se déchaîne d'André Hunebelle (effets spéciaux)
- 1965 : Les Tribulations d'un Chinois en Chine de Philippe de Broca (effets spéciaux)
- 1966 : Comment voler un million de dollars de William Wyler (cascades)
- 1966 : Ne nous fâchons pas de Georges Lautner (effets spéciaux)
- 1966 : Le Grand Restaurant de Jacques Besnard (effets spéciaux)
- 1966 : La Grande Vadrouille de Gérard Oury (effets spéciaux)
- 1966 : Le Saint prend l'affût de Christian-Jaque (effets spéciaux)

### Assistant
- 1950 : Désordre de Jacques Baratier (Court-métrage)
- 1958 : À Paris tous les deux ("Paris holiday") de Gerd Oswald